# Claoxylon australe
Claoxylon australe är en törelväxtart som beskrevs av Henri Ernest Baillon och Johannes Müller Argoviensis. Claoxylon australe ingår i släktet Claoxylon och familjen törelväxter. Inga underarter finns listade i Catalogue of Life.